# Elka
Elka was een keten van supermarkten en slijterijen in de Achterhoek en Twente, vernoemd naar de initialen van de oprichter. Het bedrijf werd in de jaren zestig en zeventig opgebouwd door Lambertus Kip uit Winterswijk. In Aalten werd een oude zuivelfabriek omgebouwd tot een Elka Giganta.
Door de wijze van leidinggeven en de gedwongen winkelnering die men aan de werknemers wilde opleggen kwam het in 1980 in de Aaltense vestiging tot een bedrijfsbezetting door de Dienstenbond FNV. Door deze kwestie werd het bedrijf beschadigd en verkocht aan Albada Jelgersma van groothandel Unigro.